# Степановский сельсовет (Дмитровский район)
Степановский сельсовет — упразднённая административно-территориальная единица, существовавшая на территории Московской губернии и Московской области до 1954 года.
Яхромский сельсовет был образован в первые годы советской власти. По данным 1918 года он входил в состав Яхромской волости Дмитровского уезда Московской губернии.
В 1923 году Яхромский с/с был переименован в Степановский сельсовет.
По данным 1926 года в состав сельсовета входил 1 населённый пункт — деревня Степаново.
В 1929 году Степановский с/с был отнесён к Дмитровскому району Московского округа Московской области. При этом к нему был присоединён Животинский с/с.
14 июня 1954 года Степановский с/с был упразднён. При этом его территория вошла в Астрецовский с/с.